# Cheilotrichia imbuta
Cheilotrichia imbuta là một loài ruồi trong họ Limoniidae. Chúng phân bố ở miền Cổ bắc.